# Лозове (Успенський район)
Лозове́ (каз. Лозовое) — село у складі Успенського району Павлодарської області Казахстану. Адміністративний центр Лозовського сільського округу.
Населення — 798 осіб (2021; 831 у 2009, 1087 у 1999, 1641 у 1989).
Національний склад станом на 1989 рік:
- росіяни — 35 %
- казахи — 26 %